# Warsteiner Grand Prix
Il Warsteiner Grand Prix di combinata nordica è stato un trofeo assegnato annualmente dalla Federazione Internazionale Sci dalla stagione 2002 alla stagione 2007. 
La classifica veniva stilata tenendo conto solo dei risultati delle gare disputate in Germania nel circuito della Coppa del Mondo di combinata nordica; alla fine della stagione lo sciatore con il punteggio complessivo più alto vinceva il Grand Prix. Ai vincitori lo sponsor che dava il nome al circuito consegnava premi in denaro; nel 2007, ultima stagione in cui furono assegnati, furono di 10 000 euro per il vincitore, 6 000 per il secondo classificato, 4 000 per il terzo, 2 500 per il quarto, 1 500 per il quinto e 1 000 per il sesto.

## Centri di gara
I centri di gara che rientravano nel circuito del Grand Prix erano:
- Oberhof (2003, 2004, 2005, 2006)
- Oberstdorf (2007)
- Oberwiesenthal (2002)
- Reit im Winkl (2002, 2004)
- Ruhpolding (2005, 2006, 2007)
- Schonach im Schwarzwald (2002, 2004, 2005, 2006)

## Risultati
Risultati stagionali:
| Stagione | Vincitore                   | Secondo                       | Terzo                       |
| -------- | --------------------------- | ----------------------------- | --------------------------- |
| 2002     | Felix Gottwald ( Austria)   | Ronny Ackermann ( Germania)   | Samppa Lajunen ( Finlandia) |
| 2003     | Felix Gottwald ( Austria)   | Ronny Ackermann ( Germania)   | Mario Stecher ( Austria)    |
| 2004     | Todd Lodwick ( Stati Uniti) | Ronny Ackermann ( Germania)   | Samppa Lajunen ( Finlandia) |
| 2005     | Hannu Manninen ( Finlandia) | Ronny Ackermann ( Germania)   | Felix Gottwald ( Austria)   |
| 2006     | Hannu Manninen ( Finlandia) | Ronny Ackermann ( Germania)   | Felix Gottwald ( Austria)   |
| 2007     | Hannu Manninen ( Finlandia) | Sebastian Haseney ( Germania) | Felix Gottwald ( Austria)   |